# Россе, Франсуа де
Франсуа де Россе (фр. François de Rosset; ок. 1570, Авиньон — ок. 1619) — французский писатель и поэт, переводчик.

## Биография
О жизни Россе сведений сохранилось крайне мало. Родом он был из Авиньона (или окрестностей).
Достаточно рано Россе попал ко двору Маргариты Валуа, знаменитой «королевы Марго» (1552—1615), первой жены короля Генриха IV. После развода (в 1599) Маргарита продолжила занятия поэзией и покровительство поэтам — в её окружении культивировали изысканную, подчас несколько манерную лирику, и Россе был одним из тех, кто особенно преуспел в этой области. Также он занимался переводами, и его стараниями французская читающая публика приобщилась к «Назидательным новеллам» Сервантеса (их перевод увидел свет в 1618 году).
Часть переводов, в том числе и перевод Ариосто, была посвящена Марии Медичи.

## Сочинения
- Поэма «Двенадцать прелестей Филиды» (1608).

«Les douze beautés de Phillis et autres oeuvres poetiques» (1614), «Le roman des chevaliers de la gloire» (1612), «Histoire des amants volages de ce temps» (1616), «Histoires tragiques de notre temps» (1621) и др.
- Сборник новелл «Трагические истории нашего времени» («Histoires tragiques de Nostre Temps») (первое издание вышло в 1614 г.) — «бестселлер» XVII века, выдержал к 1758 году более 40 изданий (в том числе на немецком, голландском и английском языках); явился источником для многочисленных продолжений и переложений. Уже в первом посмертном издании появилась новелла, не принадлежавшая перу Россе. На протяжении XVII столетия корпус текстов популярнейшей книги разрастался — безымянные авторы приписывали их Россе. В XIX в романтики — Шарль Нодье, Стендаль, Александр Дюма — заимствовали его демонические и кровожадные сюжеты, перерабатывали их без ссылки на источник. Сам Россе охотно занимался обработкой бродячих сюжетов, таких, как, например, история лионского стражника, соблазнённого дьяволом, принявшим женский облик. Парафраз этой истории мы находим в известном романе Я. Потоцкого «Рукопись, найденная в Сарагосе».

- Переводы произведений Лодовико Ариосто и Мигеля де Сервантеса.

## Издания
- Россе Ф., де. [ История V: О трагической любви брата и сестры и о несчастной и печальной их кончине] / Пер. И. А. Аксёнова // Аксёнов И. А. Елисаветинцы [: Сб. переводов: Джон Форд, «Как жаль её развратницей назвать»; Джон Вебстер, «Белый дьявол»; Карель Тёрнер, «Трагедия атеиста»; Envoi: «Новелла Россэ» ]. Вып.1 . М.: Центрифуга, 1916. — титул, обложка.

То же в сб.: Новые забавы и весёлые разговоры. Французская новелла эпохи Возрождения / Сост., вступ. ст. и коммент. А. Михайлова. М.: Правда, 1990. — ISBN 5-253-00012-7
- Россе Ф., де. Трагические истории: История X: История о демоне, который в облике девицы явился офицеру городской стражи города Лиона. Об их плотской связи и о плачевном конце, который за этим последовал / Пер. Е.Морозовой // Новая Юность. 1997. № 5-6 (26-27).

- Россе Ф., де. История о демоне, который в облике девицы явился офицеру городской стражи города Лиона. Об их плотской связи и о плачевном конце, который за этим последовал; История об ужасных преступлениях, совершенных юной монахиней по наущению дьявола / Пер. Е.Морозовой // Зелёные призраки. Французская готическая проза [: сб.: Бальзак О., де., «Эликсир долголетия», «Прощённый Мельмот»; Нодье Ш., «Инес де лас Сьерас»; Санд Ж., «Зелёные призраки» ]. М.: Азбука, 2006. — 318 с. — ISBN 5-352-01739-7; 2007. — ISBN 978-5-91181-894-4, ISBN 978-5-352-02066-1 (Серия «Азбука-классика»)